# Сьверчина (Люблінське воєводство)
Сьверчина (пол. Świerczyna) — село в Польщі, у гміні Закрівець Красницького повіту Люблінського воєводства.
Населення — 48 осіб (2021).
У 1975-1998 роках село належало до Люблінського воєводства.

## Демографія
Демографічна структура станом на 2021 рік:
|          | Загалом | Допрацездатний вік | Працездатний вік | Постпрацездатний вік |
| -------- | ------- | ------------------ | ---------------- | -------------------- |
| Чоловіки | 20      | 4                  | 11               | 5                    |
| Жінки    | 28      | 7                  | 11               | 10                   |
| Разом    | 48      | 11                 | 22               | 15                   |